# Flutter Entertainment
Flutter Entertainment plc (tidligere Paddy Power Betfair plc) er et irsk bookmaking-holdingselskab. Det blev etableret 2. februar 2016 ved en fusion mellem Paddy Power og Betfair. Virksomheden er børsnoteret på London Stock Exchange.
Flutter Entertainment driver flere brands, hvilket inkluderer Adjarabet, BetEasy, Betfair, FanDuel, Fox Bet, Full Tilt Poker, Paddy Power, PokerStars, Sky Bet, Sportsbet.com.au, Timeform og TVG Network.